# Hemispadella dauvini
Espèce
Hemispadella dauvini est une espèce de chaetognathes de la famille des Spadellidae.

## Description
Hemispadella dauvini possède douze crochets, quinze à dix-sept dents antérieures et dix-huit à vingt dents postérieures. La longueur maximale d'un adulte est de 19 mm dont la moitié pour la queue. Le corps est mince et ferme avec une musculature transversale sur le tronc. La tête est assez large avec des crochets non dentelés et il ne possède pas d'yeux. Il possède une paire de nageoires latérales courtes, entièrement rayonnées et arrondies sur le tronc et la queue. Le pont de nageoire est absent. La collerette est courte. Absence de diverticules intestinaux. Les vésicules séminales sont de forme conique et ne touchent ni les nageoires postérieures, ni la nageoire caudale. Les ovaires sont longs et minces avec de petits ovules. Présence de papilles adhésives et d'organes adhésifs avec absence d'appendices adhésifs. Les glandes apicales sont absentes mais présence d'un complexe de cellules. Les organes vestibulaires sont simples avec de petites papilles. Présence de canaux cervicaux.

## Répartition géographique
Hémispadella dauvini a été trouvé entre les îles de Santa Catalina et de San Clemente, dans les eaux côtières de la Californie aux États-Unis.